# Otłowiec
Otłowiec – wieś w Polsce, położona w województwie pomorskim, w powiecie kwidzyńskim, w gminie Gardeja, przy drodze krajowej nr 55.
| SIMC    | Nazwa    | Rodzaj    |
| ------- | -------- | --------- |
| 0150076 | Osadniki | część wsi |

W latach 1975–1998 wieś administracyjnie należała do województwa elbląskiego.